# Jardin du Pré-Catelan
Jardin du Pré-Catelan je botanická zahrada v Paříži. Nachází se v Boulogneském lesíku v 16. obvodu. Je pojmenována podle pomístního jména Pré Catelan (Catelanova louka). Theophilus Catelan byl lovčí Ludvíka XVI. Součástí zahrady je i tzv. Jardin Shakespeare (Shakespearova zahrada), kde se od května do září koná pod širým nebem Shakespearův zahradní festival.